# Polyfoto

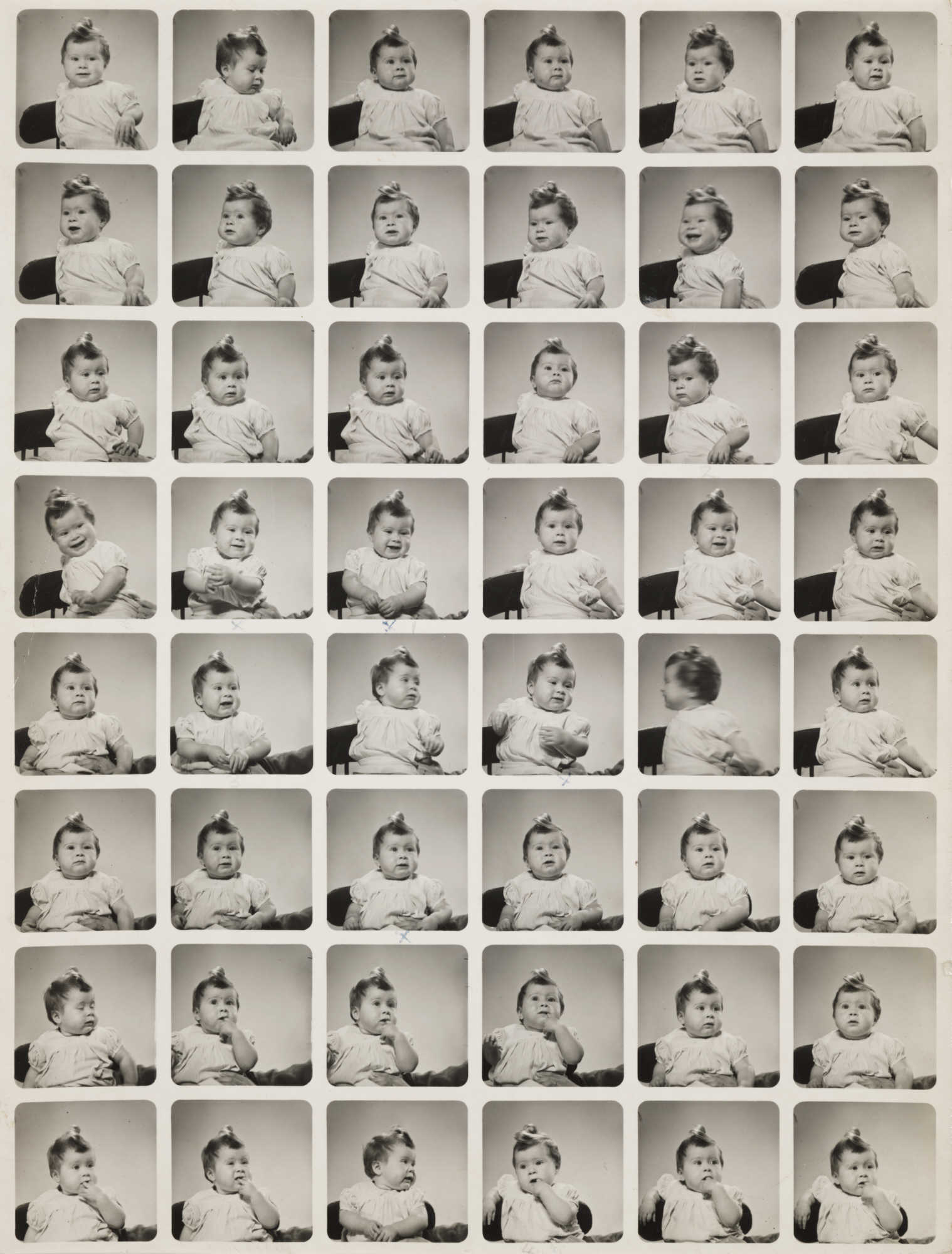
Ett polyfoto

Polyfoto var ett sätt att framställa ett porträtt utgående från ett storkort med 48 småbilder av samma person. Tanken var att man skulle välja ut det bästa av småkorten och beställa en förstoring av det. Ofta blev det emellertid aldrig någon beställning av förstoring. I allmänhet var de flesta av småbilderna lyckade, så de blev i stället utklippta som gåva till bekanta.
Småbilderna var 35 × 35 mm, och med lite marginal kring småbilderna blev måttet på storkortet  ca 22 × 29 cm.

## Etymologi
Poly betyder många, mycket, och foto är en kortform av fotografi.

## Affärsidén
Polyfotokedjan startades av rumänen Demetre Daponte. Hans affärside var att  fotograferingen skulle ske i en mycket enkel fotoateljé utan framkallninglaboratorium, inhyst i ett större varuhus. Bemanningen var normalt bara en ensam fotograf och en assistent. På livligt frekventerade ställen kunde en receptionist tillkomma. Efter arbetsdagens slut förpassades dagens glasplåtar i en för ändamålet särskilt tillverkad ljustät låda till ett centrallaboratorium för framkallning och kopiering. Det färdiga storkortet kunde avhämtas på fotograferingsstället redan efter få dagar.
Den första ateljén av detta slag inrättades vid varuhuset Selfridges i London 1933. Storkortet kallades polyfoto, och ateljén fick namnet Polyfoto. Oegentligt har ibland även enstaka småbilder blivit kallade ett polyfoto, och man kunde bli polyfotad.

## Utveckling

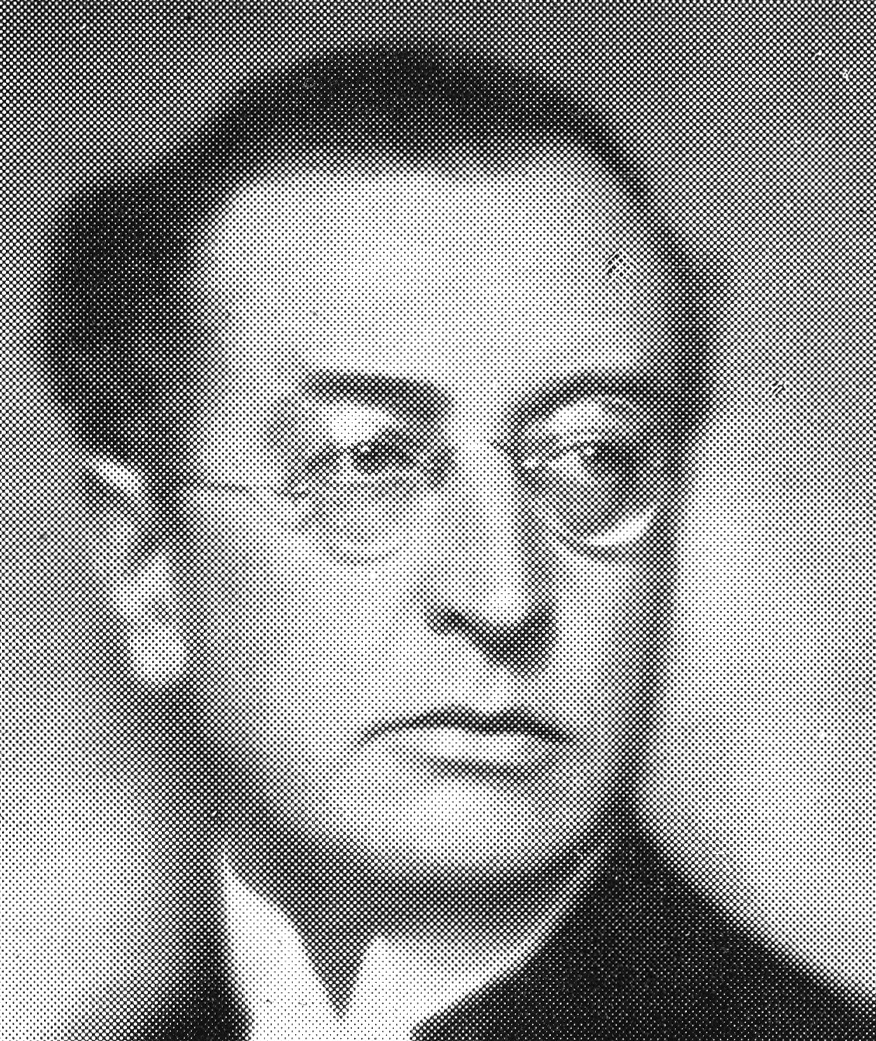
Erik Ljungberger.

Polyfotoidén rönte stor uppskattning bland allmänheten, och nya Polyfotoateljéer inrättades på kort tid över hela Storbritannien. Polyfotoateljéer växte snabbt upp överallt i Europa. 1939 hade det till exempel blivit 20 Polyfotoateljéer i London.
I Sverige bildades AB Svensk Polyfoto redan 1933. I Stockholm inrättades på kort tid hela fyra Polyfotoateljéer på olika håll i staden. VD för AB Svensk Polyfoto var 1933–1953 Erik Ljungberger.
Några år efter introduktionen av polyfoto började det komma små, enkla bås med självbetjäning av fotograferingen. Avgiften erlades i en myntapparat, och framkallning och kopiering skedde på plats i en automatiserad process. Färdiga kort levererades redan efter få minuters väntan. Det var samma typ av fotobås, som finns än idag på många håll.
Detta blev en svår konkurrent till Polyfotokedjan, vilket ledde till att intresset för storkort dalade,  och storkort utfasades därför efter hand under slutet av 1960-talet och början på 1970-talet. Många fotoateljéer med namnet Polyfoto lever dock alltjämt på 2010-talet, men utan detta slags storkort.
Polyfotokort var ursprungligen bara i svart/vitt, men dess efterföljare med liknande produkter tas alltid i färg, och 48-bildskompositionen har reducerats till enbart en lite större bild i stående format + 3 kvadratiska mindre bilder vid sidan av den stora.

## Tekniken
För fotograferingen användes en specialkamera med en 130 × 189 mm glasplåt med ljuskänslig gelatinemulsion. Objektivet var avpassat för storleken på en småbild, och gav en ruta på 13 × 13 mm på glasplåten. Denna förflyttades mekaniskt till de olika 48 positionerna framför objektivet. Sedan fotografen exponerat en bild flyttades glasplåten med en vev till nästa  förutbestämda läge framför objektivet.
Det vanligast förekommande arrangemanget var 6 rutor i bredd i 8 rader. Litteraturuppgifter finns om ett arrangemang med 12 rutor i bredd i 4 rader. Inget är idag närmare känt om kameror för detta arrangemang.
Det fanns flera tillverkare av den speciella polyfotokameran, bl a Kodak och den danska firman Norka (Nordiska kamera). En Norkakamera ingår i samlingarna på Norrbottens Museum. En bild från utställningen Månadens föremål, 2013, maj finns här. Efter ett musklick på bilden (vänster tangent) visas en text om Norka-företaget och fotografen, som ägde denna kamera.
Bilden visar kameran utan monterad glasplåt, så att objektivet syns.

## Priser
Prisexempel från 1950-talet:[källa behövs]
| Priser å förstoringar | Priser å förstoringar | Priser å förstoringar | Priser å förstoringar | Priser å förstoringar | Priser å förstoringar | Laveringar och velourförstoringar | Laveringar och velourförstoringar | Laveringar och velourförstoringar |
| Format                | Storlek cm.           | 1 st.                 | 3 st.                 | 6 st.                 | 12 st.                | 1 st.                             | 3 st.                             | 6 st.                             |
| Format                | Storlek cm.           | 1 st.                 | Av samma bild         | Av samma bild         | Av samma bild         | 1 st.                             | Av samma bild                     | Av samma bild                     |
| --------------------- | --------------------- | --------------------- | --------------------- | --------------------- | --------------------- | --------------------------------- | --------------------------------- | --------------------------------- |
| 1. Kabinett           | 10,5 × 14,5           | 2.75                  | 7.—                   | 13.50                 | 24.—                  | 4.—                               | 10.—                              | 19.—                              |
| 2. Stor kabinett      | 14,5 × 19,5           | 3.25                  | 8.50                  | 16.—                  | 28.—                  | 5.—                               | 13.—                              | 24.—                              |
| 3. Special            | 17 × 23               | 5.—                   | 13.—                  | 22.—                  | 28.—                  | 7.—                               | 18.—                              | 33.—                              |
| 4. Lyx                | 23 × 29               | 8.—                   | 19.—                  | 30.—                  | 28.—                  | 10.—                              | 25.—                              | 40.—                              |

2016 var prisbilden:[källa behövs]
- 30 × 40 cm 1 995 kr
- 40 × 50 cm 2 975 kr

## Övrigt
- AB Svensk Polyfoto:s efterlämnade företagsarkiv är deponerat hos  Landsarkivet i Visby, som är en avdelning inom Riksarkivet. Polyfotoarkivet är öppet för envar för forskning.
- Mera bilder från Wikimedias commons med anknytning till Polyfoto
- En lustighet är att en kapplöpningshäst, född 1962, fått namnet Polyfoto.[2]